# اچ‌ام‌ای‌اس نورمن (ام ۸۴)
اچ‌ام‌ای‌اس نورمن (ام ۸۴) (به انگلیسی: HMAS Norman (M 84)) یک کشتی است که طول آن ۵۲٫۵ متر (۱۷۲ فوت) می‌باشد. این کشتی در سال ۱۹۹۹ ساخته شد.